# Villa Puricelli Guerra
Villa Puricelli Guerra è una villa del XVIII secolo presente a Sesto San Giovanni. È una villa di stile settecentesco con aggiunte del secolo successivo in stile neogotico e si sviluppa attorno a due cortili: il primo rappresenta la corte nobile, dove si articola la villa con tipica disposizione a "U", il secondo è invece delimitato da un corpo settecentesco e da un edificio neogotico. Sono conservati all'interno della villa delle tracce di affreschi, in quanto molti sono perduti, così come altri elementi decorativi, a causa dei diversi riadattamenti che nel XX secolo hanno trasformato parte della struttura originaria in abitazioni private. Da Settembre 2018, in seguito ad interventi di ristrutturazione, la villa ospita alcuni uffici di ALER Milano.

## Storia

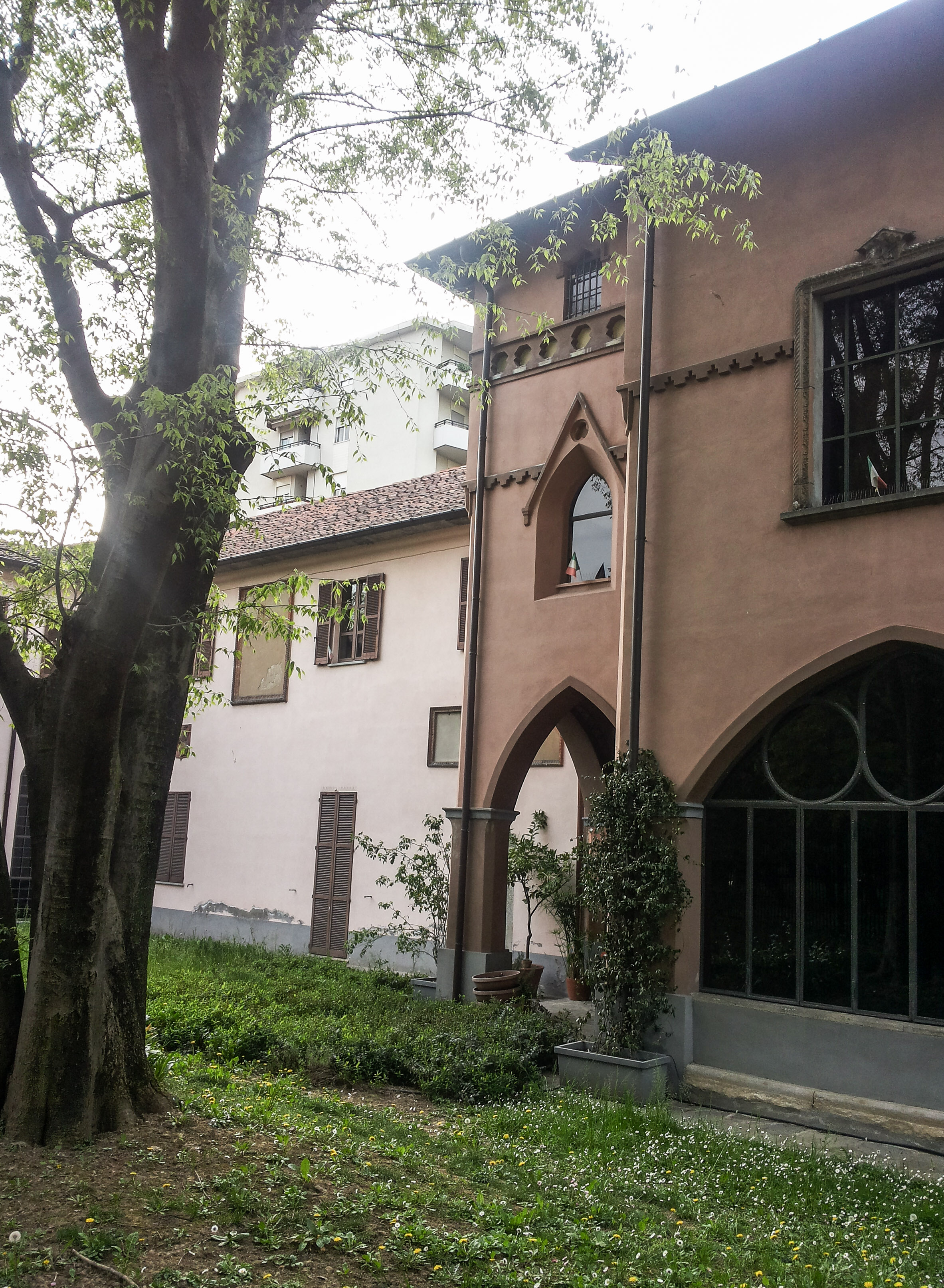
Le aggiunte neogotiche della villa.

Le prime notizie della villa Puricelli Guerra si riscontrano nella mappa catastale del 1721, nel periodo di Carlo VI, da dove risulta che la villa apparteneva all'ordine dei Gesuiti (come anche altri edifici storici di Sesto come la cascina Baraggia e la cascina Parpagliona) e sorgeva sui resti di una costruzione datata intorno all'anno mille. Nel 1773, tutti i possedimenti passarono a Maria Teresa d'Austria e a suo figlio Ferdinando. Nel 1797, dopo la venuta di Napoleone nel nord Italia, Giuseppe Manara divenne il proprietario della villa.
Alla morte di Manara, la proprietà passa, nel 1812 a Giuseppe Puricelli Guerra che non si limitò ad amministrare i propri possedimenti, ma li rese innovativi e produttivi: nel 1832 infatti, nella corte della villa venne aperta una filanda, in seguito ammodernata nel 1840. La filanda chiuse nel 1890, dopo circa sessant'anni di attività, a causa della crisi generale del settore.
Nel 1923 la villa fu venduta alla Ercole Marelli, che l'adibì ad abitazione per operai e come dopolavoro aziendale. Nel 1970 il comune di Sesto San Giovanni acquista la villa e ne destina una parte ai servizi sociali e un'altra parte a una comunità di intervento sociale. Con i lavori di ristrutturazione, nel 1995, vengono individuati muri databili attorno all'anno mille e parti di un pavimento stradale del XIV e XV secolo.